# 톰과 제리: 오즈의 마법사
《톰과 제리: 오즈의 마법사》(Tom and Jerry and the Wizard of Oz)은 2011년에 공개된 미국의 비디오 영화이다.